# Хотогор (Бурятия)
Хотого́р (бур. Хотогор —  «изогнутый») — улус в Заиграевском районе Бурятии. Входит в сельское поселение «Ацагатское».

## География
Расположен на речке Нарын-Ацагат (правый приток Уды), в южных предгорьях хребта Улан-Бургасы, в 5 км к северу от центра сельского поселения — села Нарын-Ацагат. 

## Население
| 2002 | 2010 |
| ---- | ---- |
| 47   | →47  |